# Contea di Preston
La contea di Preston ( in inglese Preston County ) è una contea dello Stato della Virginia Occidentale, negli Stati Uniti. La popolazione al censimento del 2000 era di 29 334 abitanti. Il capoluogo di contea è Kingwood.

## Località

### Città
- Kingwood

### Towns
- Albright
- Brandonville
- Bruceton Mills
- Masontown
- Newburg
- Reedsville
- Rowlesburg
- Terra Alta
- Tunnelton